# Acontia quadrata
Acontia quadrata là một loài bướm đêm trong họ Noctuidae. Không có phân loài nào được liệt kê trong Danh mục sự sống.